# Coccophagus signus
Coccophagus signus is een vliesvleugelig insect uit de familie Aphelinidae. De wetenschappelijke naam is voor het eerst geldig gepubliceerd in 1920 door Girault.